# Cortinilla
Una cortinilla de televisión es un vídeo de duración variable, normalmente inferior a 30 segundos, que se utiliza para separar los programas de los comerciales.

## Clasificación de las cortinillas según su contenido
- Genérica: Incluye un logotipo y una sintonía mediante una composición creada por la propia cadena, por algún estudio especializado en motion graphics, o de plano una canción licenciada. Son la base de la imagen corporativa de un canal de televisión.
- Autopromoción: Se utiliza para promocionar espacios emitidos por el canal. Se crea con elementos reconocibles, por ejemplo, una secuencia de una película que va a emitirse próximamente. Además puede incluir la fecha y la hora de emisión.
- Patrocinio: Se utilizan cuando una empresa quiere anunciarse justo antes del inicio de un programa y a la vuelta de las pausas publicitarias. Deben incluir el nombre del producto, la marca y el nombre del espacio patrocinado.
- Morphing: Cortinilla que antes de finalizar, mediante un efecto llamado morphing, se convierte en un anuncio.
- Informativa: Consiste en mensajes escritos en pantalla y/o leídos por una voz en off que ofrecen al espectador datos sobre la programación. Por ejemplo: "A continuación las noticias", "Estamos viendo la película de la semana", "Volvemos en 1 minuto"...
- Eyecatch: Escena o ilustración utilizada en Japón al inicio y al final de una pausa publicitaria. El término se utiliza en Japón para referirse a todo tipo de cortinillas, especialmente de anime y  de tokusatsu.

- Datos: Q884017